# Paltin
Paltin là một xã thuộc hạt Vrancea, România. Dân số thời điểm năm 2002 là 3701 người.